# Lasse Lindkvist
För andra betydelser, se Lars Lindqvist (olika betydelser).
Lasse Lindkvist, folkbokförd Lars Johan Fredrik Lindquist, född 24 juni 1965 i Vasa församling i Göteborg, är en svensk  konstfotograf och före detta prefekt på Högskolan för fotografi (HFF) vid Göteborgs universitet sedan 2005, numera universitetslektor i fotografi vid HDK-Valand. Han fick sin konstnärliga utbildning på Konstfack och på Högskolan för fotografi, dåvarande Fotohögskolan.
Han är son till skådespelaren Evert Lindkvist och gift med fotografen Anneli Lindkvist (född 1970).